# Letteratura canadese
Le prime tracce di letteratura canadese risalgono alla seconda metà del Settecento.
La letteratura canadese può essere divisa in due parti, a seconda della propria origine: una basata sulla cultura e letteratura della Francia, l'altra dell'Inghilterra. Ognuna di queste è scritta nel linguaggio della propria cultura di origine, in presenza di scarsi contatti e legami con l'altra etnia e di forti dipendenze con la letteratura europea. Questi fattori hanno ritardato la nascita di una letteratura canadese autonoma.

## Caratteristiche della letteratura canadese
La letteratura canadese riflette principalmente la prospettiva canadese della natura, della vita di frontiera e della posizione del Canada nel mondo.
La diversità etnica e culturale del Canada è riflessa nella letteratura attraverso i suoi scrittori prominenti.
- Natura: gli autori canadesi spesso analizzano gli effetti del clima e della geografia sulla vita delle persone.
- Vita di frontiera: è spesso menzionata nella letteratura canadese. Molti autori evocano, come un tema, la marcia verso l'ovest  attraverso il Canada.[senza fonte] Altri documentano il dramma nella vita dei pescatori. Inoltre, la mai-presente frontiera del nord è un tema largamente utilizzato insieme alla costante espansione nell'Artico.[senza fonte]
- La posizione della propria cultura nel mondo: molti scrittori canadesi riflettono su questo tema.[senza fonte] I canadesi francesi spesso si ritengono circondati dai loro vicini inglesi, per questo motivo preservano in modo risoluto le proprie istituzioni e cultura.[senza fonte] Similmente, i canadesi inglesi si sentono circondati dalle persone e dalla cultura degli Stati Uniti.[senza fonte] Molti romanzi e poemi mostrano come gli scrittori canadesi considerano questo come un problema.[senza fonte]

Per quanto riguarda la letteratura franco-canadese si possono menzionare François-Xavier Garneau (1809-1866) e il poeta Louis Fréchette (1833-1908) influenzati sia da Victor Hugo e sia dal Simbolismo. I letterati franco-canadesi ricercarono sia una tradizione popolare originale sia temi locali da immortalare.
La letteratura anglo-canadese diede i primi segni di vita con un vasto catalogo inerente ai viaggi degli esploratori e sulla vita dei coloni; la poesia evidenziò ottimi risultati nelle opere di Isabella Valency Crawford (1850-1887) e di William Henry Drummond (1854-1907), mentre nella narrativa si misero in evidenza James de Mille (1833-1889) e Frederick Philippe Grove (1872-1948).
Altri autori da segnalare sono Robert W. Service (1874 – 1958) e Tom MacInnes (1867 – 1951).
Da ricordare, inoltre, la scrittrice di fama internazionale Margaret Atwood, vincitrice di diversi premi letterari. Altri scrittori e scrittrici conosciuti sono Alice Munro, Carol Shields, Miriam Toews, Michael Ondaatje, Yann Martel (di origini canadesi) e Gabrielle Roy.
Nota scrittrice e attivista canadese è anche Naomi Klein, autrice del saggio No logo (2000), definito spesso la Bibbia del  Movimento no-global .